# Lotte Goslar
Lotte Goslar (Dresde, 27 de febrero de 1907 - Great Barrington, 16 de octubre de 1997) fue una bailarina y mimica germanoestadounidense. Fue mentora de Marilyn Monroe y Gower Champion además de aparecer en las película de Rosa von Praunheim, Dolly, Lotte and Maria.

## Vida
Nacida en Dresde, Goslar provenía de una familia de banqueros y estudió desde muy joven para ser bailarina. Tomó lecciones con Mary Wigman y Gret Palucca. Hizo su debut en Berlín. Pronto desarrolló su propio estilo de danza expresionista. En 1933, dejó Alemania y se unió al cabaret Die Pfeffermühle de Erika Mann.
Realizó una gira por Europa con el cabaret y tuvo éxito en el Teatro Libre (Osvobozené divadlo) en Praga. Viajó con el grupo a los Estados Unidos a finales del otoño de 1936, con el fin de hacer un nuevo (pero inútil) comienzo allí con el Peppermill a principios de 1937. Permaneció en el exilio allí en rechazo a los nacionalsocialistas.
Goslar actuó en clubes nocturnos y se fue a Hollywood en[1943, donde fundó su propia compañía con la que realizó muchas giras extensas por Estados Unidos y más tarde por Europa. Desde finales de la década de 1970, ha actuado repetidamente en Alemania.
Como coreógrafa desarrolló una forma híbrida de danza y pantomima. Sus títulos incluyen For Humans Only (1954) y Clowns and Other Fools (1966). También trabajó como instructora de baile, enseñando a Marilyn Monroe y Gower Champion, entre otros. En 1987, Goslar apareció en la película Dolly, Lotte and Maria de Rosa von Praunheim. Ella legó su patrimonio artístico de danza al Deutsches Tanzarchiv Köln y la División de Danza Jerome Robbins de la Biblioteca Pública de Nueva York.
Goslar murió en Great Barrington, Massachusetts, a la edad de 90 años.